# Grande Prêmio da Itália de 1997
Resultados do Grande Prêmio da Itália de Fórmula 1 realizado em Monza em 7 de setembro de 1997. Décima terceira etapa do campeonato, foi vencido pelo britânico David Coulthard, da McLaren-Mercedes, com Jean Alesi em segundo pela Benetton-Renault e Heinz-Harald Frentzen em terceiro pela Williams-Renault.

## Classificação da prova

### Treino oficial
| Pos.                      | Nº | Piloto                | Construtor        | Tempo    | Dif.    |
| ------------------------- | -- | --------------------- | ----------------- | -------- | ------- |
| 1                         | 7  | Jean Alesi            | Benetton-Renault  | 1:22.990 | —       |
| 2                         | 4  | Heinz-Harald Frentzen | Williams-Renault  | 1:23.042 | + 0.052 |
| 3                         | 12 | Giancarlo Fisichella  | Jordan-Peugeot    | 1:23.066 | + 0.076 |
| 4                         | 3  | Jacques Villeneuve    | Williams-Renault  | 1:23.231 | + 0.241 |
| 5                         | 9  | Mika Häkkinen         | McLaren-Mercedes  | 1:23.340 | + 0.350 |
| 6                         | 10 | David Coulthard       | McLaren-Mercedes  | 1:23.347 | + 0.357 |
| 7                         | 8  | Gerhard Berger        | Benetton-Renault  | 1:23.443 | + 0.453 |
| 8                         | 11 | Ralf Schumacher       | Jordan-Peugeot    | 1:23.603 | + 0.613 |
| 9                         | 5  | Michael Schumacher    | Ferrari           | 1:23.624 | + 0.634 |
| 10                        | 6  | Eddie Irvine          | Ferrari           | 1:23.891 | + 0.901 |
| 11                        | 22 | Rubens Barrichello    | Stewart-Ford      | 1:24.177 | + 1.187 |
| 12                        | 16 | Johnny Herbert        | Sauber-Petronas   | 1:24.242 | + 1.252 |
| 13                        | 23 | Jan Magnussen         | Stewart-Ford      | 1:24.394 | + 1.404 |
| 14                        | 1  | Damon Hill            | Arrows-Yamaha     | 1:24.482 | + 1.492 |
| 15                        | 15 | Shinji Nakano         | Prost-Mugen/Honda | 1:24.553 | + 1.563 |
| 16                        | 14 | Jarno Trulli          | Prost-Mugen/Honda | 1:24.567 | + 1.577 |
| 17                        | 2  | Pedro Paulo Diniz     | Arrows-Yamaha     | 1:24.639 | + 1.649 |
| 18                        | 17 | Gianni Morbidelli     | Sauber-Petronas   | 1:24.735 | + 1.745 |
| 19                        | 19 | Mika Salo             | Tyrrell-Ford      | 1:25.693 | + 2.703 |
| 20                        | 18 | Jos Verstappen        | Tyrrell-Ford      | 1:25.845 | + 2.855 |
| 21                        | 20 | Ukyo Katayama         | Minardi-Hart      | 1:26.655 | + 3.665 |
| 22                        | 21 | Tarso Marques         | Minardi-Hart      | 1:27.677 | + 4.687 |
| Limite dos 107%: 1:28.799 |    |                       |                   |          |         |
| Fontes:                   |    |                       |                   |          |         |

### Corrida
| Pos.    | Nº | Piloto                | Construtor        | Voltas | Tempo/Diferença | Grid | Pontos |
| ------- | -- | --------------------- | ----------------- | ------ | --------------- | ---- | ------ |
| 1       | 10 | David Coulthard       | McLaren-Mercedes  | 53     | 1:17:04.609     | 6    | 10     |
| 2       | 7  | Jean Alesi            | Benetton-Renault  | 53     | + 1.937         | 1    | 6      |
| 3       | 4  | Heinz-Harald Frentzen | Williams-Renault  | 53     | + 4.343         | 2    | 4      |
| 4       | 12 | Giancarlo Fisichella  | Jordan-Peugeot    | 53     | + 5.871         | 3    | 3      |
| 5       | 3  | Jacques Villeneuve    | Williams-Renault  | 53     | + 6.416         | 4    | 2      |
| 6       | 5  | Michael Schumacher    | Ferrari           | 53     | + 11.481        | 9    | 1      |
| 7       | 8  | Gerhard Berger        | Benetton-Renault  | 53     | + 12.471        | 7    |        |
| 8       | 6  | Eddie Irvine          | Ferrari           | 53     | + 17.639        | 10   |        |
| 9       | 9  | Mika Häkkinen         | McLaren-Mercedes  | 53     | + 49.373        | 5    |        |
| 10      | 14 | Jarno Trulli          | Prost-Mugen/Honda | 53     | + 1:02.706      | 16   |        |
| 11      | 15 | Shinji Nakano         | Prost-Mugen/Honda | 53     | + 1:03.327      | 15   |        |
| 12      | 17 | Gianni Morbidelli     | Sauber-Petronas   | 52     | + 1 volta       | 18   |        |
| 13      | 22 | Rubens Barrichello    | Stewart-Ford      | 52     | + 1 volta       | 11   |        |
| 14      | 21 | Tarso Marques         | Minardi-Hart      | 50     | + 3 voltas      | 22   |        |
| Ret     | 1  | Damon Hill            | Arrows-Yamaha     | 46     | Motor           | 14   |        |
| Ret     | 11 | Ralf Schumacher       | Jordan-Peugeot    | 39     | Colisão         | 8    |        |
| Ret     | 16 | Johnny Herbert        | Sauber-Petronas   | 38     | Colisão         | 12   |        |
| Ret     | 19 | Mika Salo             | Tyrrell-Ford      | 33     | Motor           | 19   |        |
| Ret     | 23 | Jan Magnussen         | Stewart-Ford      | 31     | Transmissão     | 13   |        |
| Ret     | 18 | Jos Verstappen        | Tyrrell-Ford      | 12     | Câmbio          | 20   |        |
| Ret     | 20 | Ukyo Katayama         | Minardi-Hart      | 8      | Perdeu uma roda | 21   |        |
| Ret     | 2  | Pedro Paulo Diniz     | Arrows-Yamaha     | 4      | Suspensão       | 17   |        |
| Fontes: |    |                       |                   |        |                 |      |        |

## Tabela do campeonato após a corrida
| Pos.    | Piloto                | Pontos |
| ------- | --------------------- | ------ |
| 1       | Michael Schumacher    | 67     |
| 2       | Jacques Villeneuve    | 57     |
| 3       | Jean Alesi            | 28     |
| 4       | Heinz-Harald Frentzen | 27     |
| 5       | David Coulthard       | 24     |
| Fontes: |                       |        |

| Pos.    | Construtor       | Pontos |
| ------- | ---------------- | ------ |
| 1       | Ferrari          | 85     |
| 2       | Williams-Renault | 84     |
| 3       | Benetton-Renault | 53     |
| 4       | McLaren-Mercedes | 38     |
| 5       | Jordan-Peugeot   | 28     |
| Fontes: |                  |        |

- Nota: Somente as primeiras cinco posições estão listadas.